# ذراع السداد (حالمين)

تعديل مصدري - تعديل

ذراع السداد هي إحدى قرى عزلة حبيل الريدة بمديرية حالمين التابعة لمحافظة لحج، بلغ تعداد سكانها 107 نسمة حسب تعداد اليمن لعام 2004.